# Charles Cazaux
Charles Cazaux est un parapentiste français, né le 10 mars 1978.
Pilote de l'Équipe de France depuis 2000, il a été vainqueur de la Coupe du monde de parapente en 2009 et champion du monde en 2011.